# Leopoldamys ciliatus
Leopoldamys ciliatus е вид бозайник от семейство Мишкови (Muridae).

## Разпространение
Видът е разпространен в Индонезия и Малайзия.